# José Antonio de la Peña y Navarro
José Antonio de la Peña y Navarro (Zamora, Michoacán, 28 de mayo de 1799 - ibídem, 13 de julio de 1877) fue el primer obispo de la diócesis de Zamora en México.

## Semblanza biográfica
Sus padres fueron Juan José de la Peña y María Luisa Navarro. Durante su juventud se dedicó al comercio. Se trasladó a Morelia para ingresar al Seminario, recibió una beca por parte del rector Ángel Mariano Morales. Antes de terminar sus estudios comenzó a dar clases de latín. Crusó el bachillerato, y realizó estudios en filosofía, matemáticas y teología.
En febrero de 1828, en la ciudad de Puebla, recibió el sacramento del orden de las manos del obispo Antonio Joaquín Pérez Martínez. Comenzó a ejercer su ministerio en Morelia e impartió clases en su alma mater. Fue rector del Colegio Clerical. En 1833, fue designado cura de San Francisco de Angamacutiro, en este lugar fue elegido diputado de la Junta Departamental de Michoacán. Poco después, fue cura de Jacona, lugar en el que residió hasta 1840. En ese año se le designó la parroquia de Dolores Hidalgo, en la cual cumplió sus servicios hasta principios de 1848. 
El 22 de enero de 1848, fue elegido canónigo de la Catedral de Morelia. Fue exiliado poco antes de la Guerra de Reforma, una vez de regreso en México, le tocó presenciar la confrontación entre liberales y conservadores en la plaza de Morelia, siendo uno de los tres sacerdotes que auxiliaron a los heridos. Fue obispo auxiliar de Morelia, aunque por diversas circunstancias no llegó a ser consagrado como tal. Finalmente, el 8 de mayo de 1864, en la Colegiata de Guadalupe, fue preconizado como primer obispo de Zamora.
Durante su gestión fomentó la enseñanza de sus diocesanos y mantuvo una actitud conciliadora con los diversos gobiernos civiles, el imperial, el liberal y el del porfiriato. Murió en su ciudad natal el 13 de junio de 1877.